# Let's Talk About Love (Modern Talking)
Let's Talk About Love è il secondo album in studio del gruppo musicale tedesco Modern Talking, pubblicato nel 1985.

## Tracce
1. Cheri, Cheri Lady – 3:45
2. With a Little Love – 3:33
3. Wild Wild Water – 4:18
4. You're the Lady of My Heart – 3:19
5. Just Like an Angel – 3:14
6. Heaven Will Know – 4:02
7. Love Don't Live Here Anymore – 4:22
8. Why Did You Do It Just Tonight – 4:23
9. Don't Give Up – 3:19
10. Let's Talk About Love – 3:53